# Czuczkowo (stacja kolejowa)
Czuczkowo (ros. Чучково) – stacja kolejowa w miejscowości Czuczkowo, w rejonie czuczkowskim, w obwodzie riazańskim, w Rosji. Położona jest na linii Moskwa – Riazań – Samara.

## Historia
Stacja powstała w XIX w. pomiędzy stacjami Nazarowka i Niżnie Malcewo.